# Resolution 1373 des UN-Sicherheitsrates
Die Resolution 1373 wurde am 28. September 2001 vom Sicherheitsrat der Vereinten Nationen als Reaktion auf die terroristischen Anschläge vom 11. September 2001 verabschiedet. Sie verurteilt die Anschläge auf das World Trade Center und das Pentagon aufs schwerste und verpflichtet die Mitgliedstaaten der Vereinten Nationen zu einem Vorgehen gegen den internationalen Terrorismus mit allen Mitteln im Einklang mit der Charta der Vereinten Nationen. Ebenfalls betont die Resolution das inhärente Recht aller Staaten auf individuelle und kollektive Selbstverteidigung, das in der Charta festgelegt ist.
Die USA legitimierten ihren Krieg gegen das Taliban-Regime in Afghanistan mit Verweis auf diese Selbstverteidigungsklausel in der Resolution 1368 des UN-Sicherheitsrates. Völkerrechtlich ist diese Nutzung der Resolution als Kriegslegitimation sehr umstritten und hat negative Auswirkungen auf das Prinzip des Gewaltverbots. Die Resolution verpflichtet alle Staaten, jegliche Arten von terroristischen Aktivitäten und auch ihre bloße Unterstützung zu kriminalisieren. Den Staaten werden dazu konkrete Maßnahmen vorgegeben, wie zum Beispiel die Finanzierung von Terrorismus zu bekämpfen oder Terroristen Unterschlupf zu verweigern. Die Resolution ist für alle Staaten verpflichtend und greift mit ihren Vorgaben in die nationale Gesetzgebung der Staaten ein. Ein solches weitreichendes Vorgehen wurde zuvor in keiner anderen Resolution angewandt (vgl. UN-Resolution).
Die Resolution 1373 dagegen geht allgemein gegen die Bedrohung des internationalen Terrorismus vor und schreibt die dazu notwendigen allgemeinen Maßnahmen vor. Sie besitzt damit eine ganz neue Qualität von Sicherheitsratsentschlüssen, da sie nicht – wie sonst üblich – Sanktionen gegen ein Land erlässt, sondern alle Staaten dazu verpflichtet, ihr nationales Recht abzuändern bzw. zu ergänzen. Der Sicherheitsrat erlässt mit der Resolution 1373 faktisch Internationales Recht und agiert als ‚World Legislator’.
Um die Umsetzung der Maßnahmen zu überwachen und zu fördern, setzt die Resolution das Counter-Terrorism Committee (CTC) ein, einen regulären Ausschuss des Sicherheitsrats, der sich aus allen dessen Mitgliedern zusammensetzt. Resolution 1373 verpflichtet alle Staaten, binnen 90 Tagen nach Inkrafttreten einen Bericht an den Ausschuss zu übermitteln, in dem die bestehenden nationalen Terrorismusbekämpfungsgesetze aufgeführt sind. Weiterhin soll dieser erste Bericht die geplanten Schritte zur Umsetzung der in Resolution 1373 gesetzten Maßnahmen beinhalten. In weiteren 90-Tages-Intervallen müssen Berichte über den Fortschritt im Umsetzungsprozess an den Ausschuss übermittelt werden. Dieser wertet die Berichte aus und gibt an die Staaten Empfehlungen zur besseren Implementation ab. Die Partizipation an der Berichterstattung der Staaten war außerordentlich groß (Cortright 2005). Sollte die Umsetzung der vorgegebenen Maßnahmen die finanziellen oder administrativen Kapazitäten eines Staates übersteigen, kann dieser über den CTC Unterstützung beziehen. Der Ausschuss hilft den Staaten aber nicht selbst, sondern er organisiert Hilfe unter den Staaten. Um die begrenzte Leistungsfähigkeit des CTC zu erweitern, richtete der Sicherheitsrat im Jahr 2004 das Counter-Terrorism Committee Executive Directorate (CTED) ein. Es ist in das CTC integriert und erweitert seine personellen und finanziellen Ressourcen.
Im Jahr 2004 erließ der Sicherheitsrat die Resolution 1540, mit der er ein weiteres Mal als ‚World Legislator’ aktiv wurde. Die Resolution versucht, die Weiterverbreitung von Massenvernichtungswaffen (Proliferation) vor allem an nichtstaatliche Akteure zu unterbinden und erlässt dazu Maßnahmen, die von allen Staaten in ihr nationales Recht integriert werden müssen.
Präsident Bushs Entscheidung vom 7. Februar 2002, den Taliban den Kombattantenstatus zu verweigern und damit die Geltung des Kriegsvölkerrechts einzuschränken, wird heute überwiegend als juristisch nicht gerechtfertigt angesehen.